# Lubi
Lubi (Linux-based Ubuntu Installer)は、Linux上で動作するUbuntuインストーラー。既にLinuxをインストールしているコンピュータに、パーティション再作成などをせずにUbuntuを展開することができる。同種のツールにWubiがある。